# Perkedel
Les perkedel, bergedel ou begedil, sont des boulettes frites indonésiennes à base de pomme de terre, de viande émincée, de maïs, de tofu, ou de poisson émincé. La plupart des perkedel sont faites de purée de pommes de terre, mais on retrouve également des perkedel jagung (Maïs), des perkedel tahu (tofu) et des perkedel ikan (poisson). Dans toute l'Indonésie, les boulettes sont appelées perkedel, mais sont nommées begedil en javanais, en Malaisie et à Singapour, où les boulettes ont été introduites par les immigrants javanais.
Les perkedel doivent leur nom aux frikadeller hollandaises, cette dernière désignant une boulette de viande danoise. Les perkedel symbolisent bien le lien historique et colonial entre l'Indonésie et les Pays-Bas.